# Interstate 35
Interstate 35 (I-35) é uma importante rodovia interestadual na região central dos Estados Unidos. Assim como a maioria das interestaduais primárias que terminam em um cinco, é uma importante rota norte-sul que atravessa o país. Ela se estende de Laredo, Texas, próximo à fronteira com o México, até Duluth, Minnesota, na Minnesota State Highway 61 (MN 61, London Road) e na 26th Avenue East. A rodovia se divide em I-35E e I-35W em dois locais distintos, o Metroplex de Dallas-Fort Worth no Texas e nas cidades gêmeas de Minnesota, Minneapolis-Saint Paul.
Com 2 523 km (1 568 milhas), a I-35 é a nona rodovia interestadual mais longa, depois da I-94, e é a terceira rodovia interestadual norte-sul mais longa, depois da I-75 e da I-95. Embora a rota seja geralmente considerada uma rodovia de fronteira a fronteira, essa rodovia não se conecta diretamente a nenhuma fronteira internacional. O terminal sul da I-35 é o semaforo na Hidalgo Street em Laredo, Texas, bem próximo à fronteira com o México. Os viajantes que vão para o sul podem pegar uma das duas pontes com pedágio que cruzam o Rio Grande e a fronteira, seja direto para a Ponte Internacional Juárez-Lincoln ou pela Business Interstate 35-A (Bus. I-35-A), passando pelo centro de Laredo, até a Ponte Internacional Portal para as Américas. Ao norte, a I-35 termina em Duluth, Minnesota, com conexões para o Canadá a partir do terminal da interestadual via MN 61 para Grand Portage, ou para o norte até a fronteira em International Falls, Minnesota, via U.S. Route 53 (US 53) em Duluth.
Além das áreas de Dallas-Fort Worth e Minneapolis-Saint Paul, as principais cidades às quais a I-35 também se conecta incluem (de sul para norte) San Antonio, Texas; Austin, Texas; Oklahoma City, Oklahoma; Wichita, Kansas; Kansas City, Missouri; e Des Moines, Iowa.

## Principais ligações
- I-410, em San Antonio, Texas (dupla)
- I-10, em San Antonio, Texas
- I-37, em San Antonio, Texas
- I-35E  I-35W Interstate 35 se divide na I-35E e I-35W, em Hillsboro, Texas
  -  I-20, em Dallas, Texas (I-35E) e em Fort Worth, Texas (I-35W)
  -  I-30, em Dallas, Texas (I-35E) e em Fort Worth, Texas (I-35W)
  -  I-820, em Fort Worth, Texas (I-35W unicamente)
  -  I-635, em Dallas, Texas (I-35E unicamente)
- I-35E  I-35W I-35E e I-35W se juntam em Denton, Texas
- I-240, em Oklahoma City, Oklahoma
- I-235, em Oklahoma City, Oklahoma
- I-40, em Oklahoma City, Oklahoma simultaneamente com I-35 em 2 milhas (3 km)
- I-44, em Oklahoma City, Oklahoma simultaneamente com I-35 em 5 milhas (8 km)
- I-135  I-235, em Wichita, Kansas (a Kansas Turnpike continua longitudinalmente I-35 a leste de Wichita, enquanto a I-135 passa diretamente pelo centro da cidade de Wichita)
- I-335, em Emporia, Kansas
- I-435, em Lenexa, Kansas
- I-635, em Kansas City, Kansas
- I-670, em Kansas City, Missouri
- I-70, em Kansas City, Missouri simultaneamente com I-34 entre as saídas da 2A e 2H
- I-29, em Kansas City, Missouri simultaneamente com I-35 em 6 milhas (10 km)
- I-435, em Kansas City, Missouri
- I-80, em Des Moines, Iowa. I-80 é co-sinalizada com I-35 passando pelo centro de Des Moines (servida pela I-235) em 13 milhas.
- I-235, em Des Moines, Iowa (dupla)
- I-90, em Albert Lea, Minnesota
- I-35E  I-35W Interstate 35 se divide em I-35E e I-35W em Burnsville, Minnesota
  -  I-494, em Bloomington, Minnesota (I-35W) e Eagan, Minnesota
  -  I-94, em Minneapolis, Minnesota (I-35W simultaneamente com a I-94 em menos da metade de uma milha) e em Saint Paul, Minnesota (I-35E simultaneamente com a I-94 em menos da metade de uma milha)
  -  I-694, em New Brighton, Minnesota (I-35W) e Maplewood Minnesota (I-35E simultaneamente com a I-694 em menos da metade de uma milha)
- I-35E  I-35W I-35E e I-35W se juntam em Forest Lake, Minnesota
- I-535, em Duluth, Minnesota

## Galeria

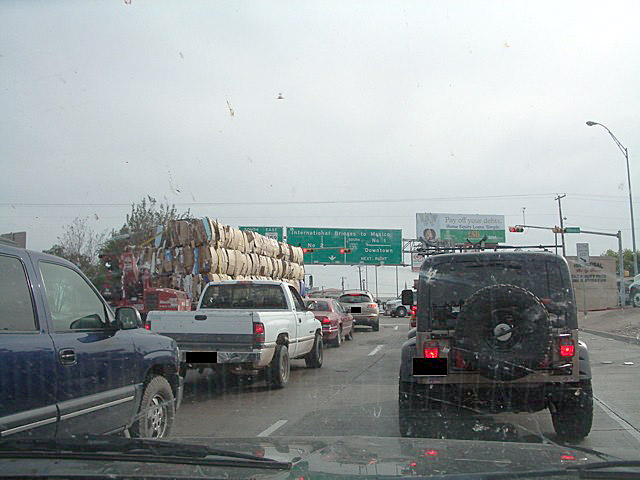
Laredo, Texas
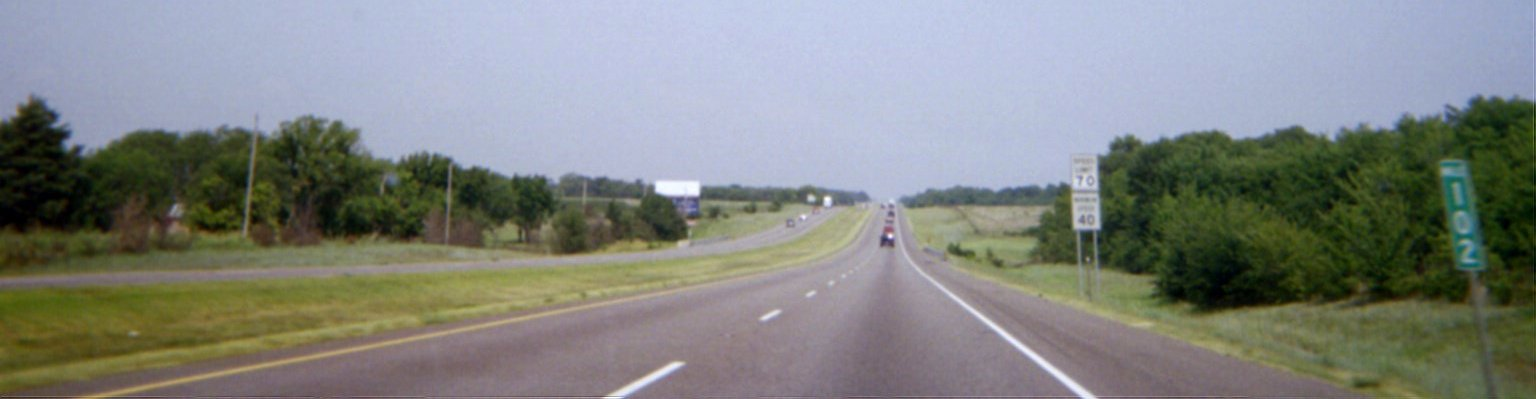
Oklahoma
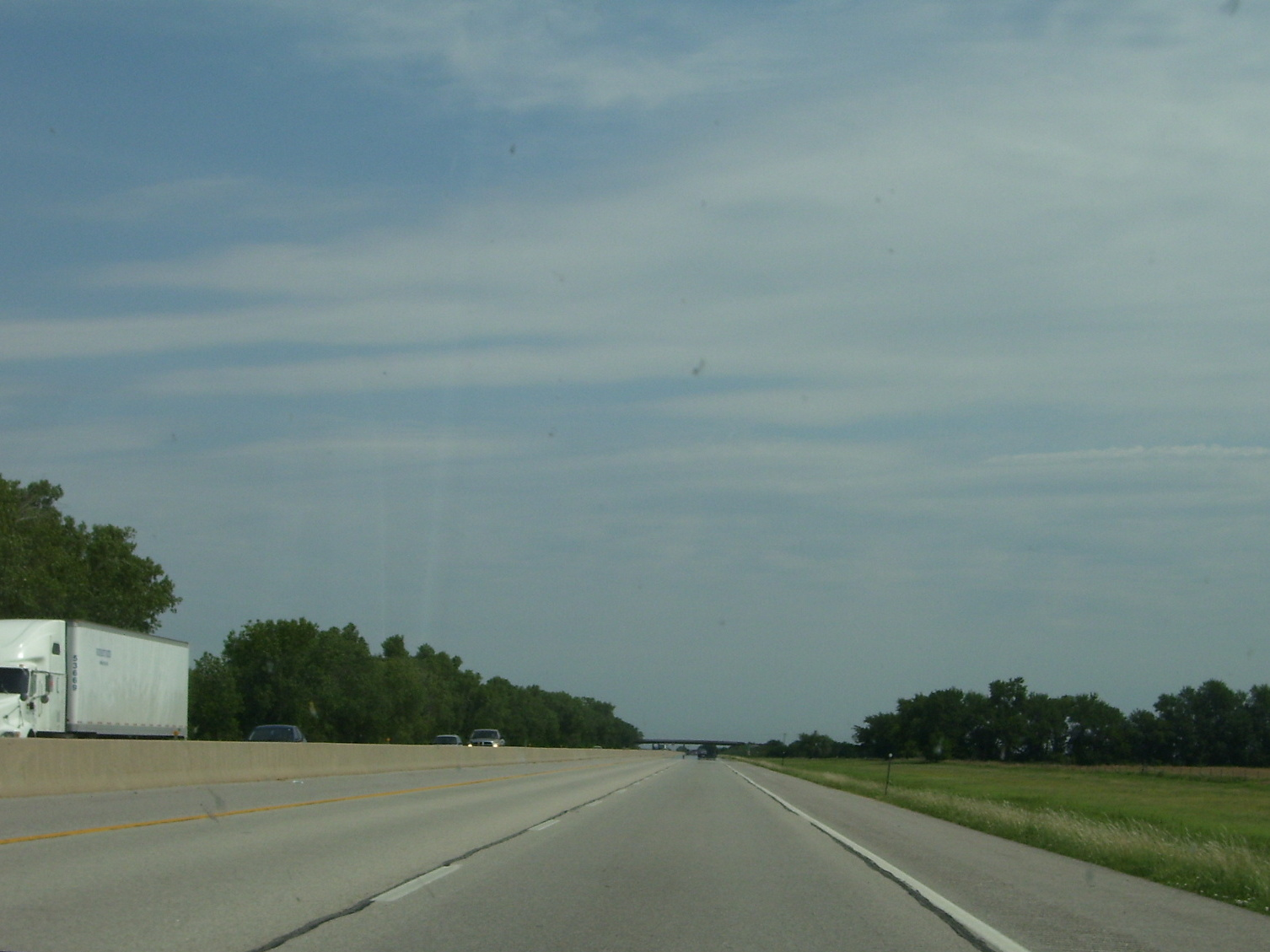
Kansas
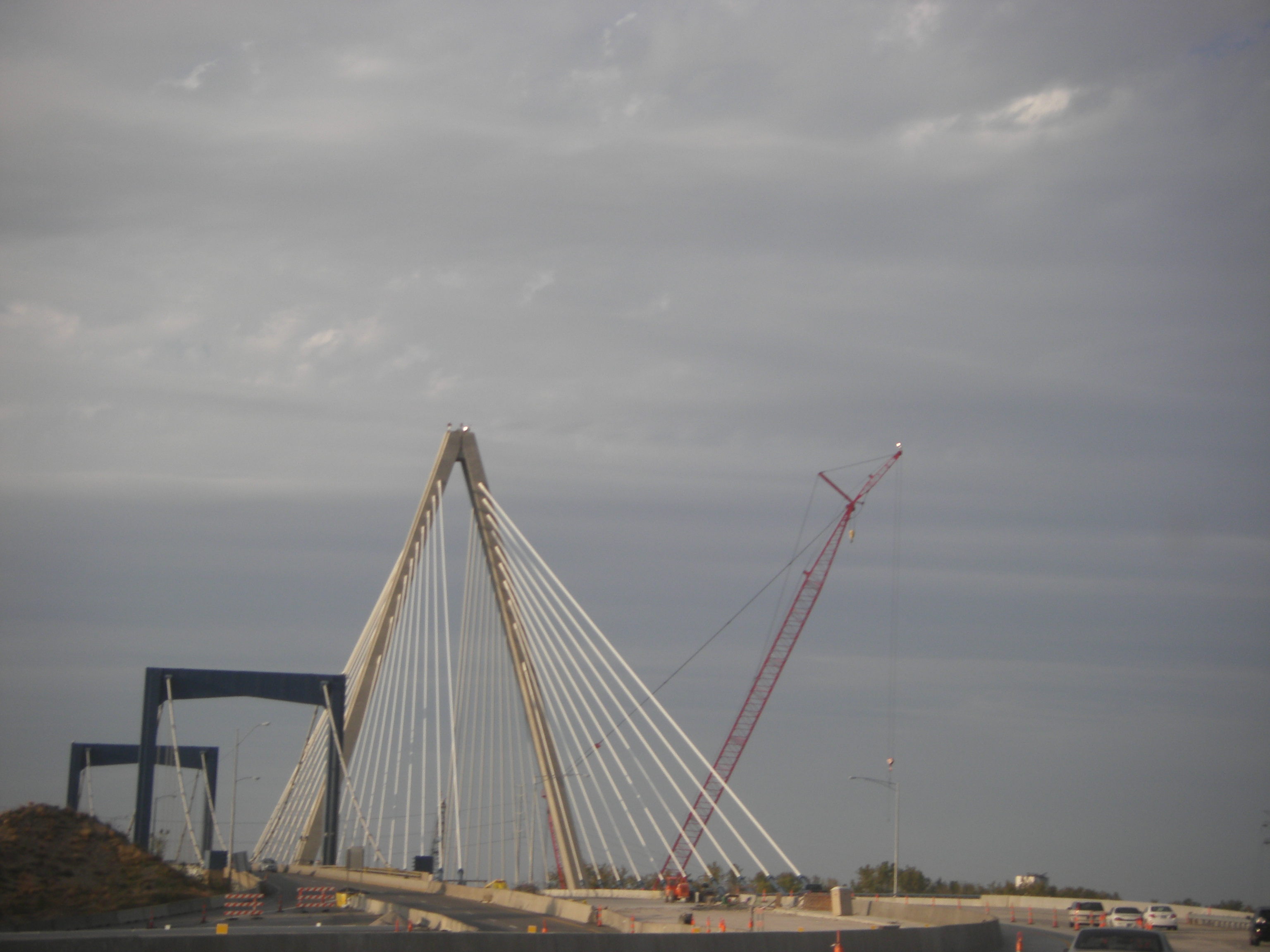
Missouri
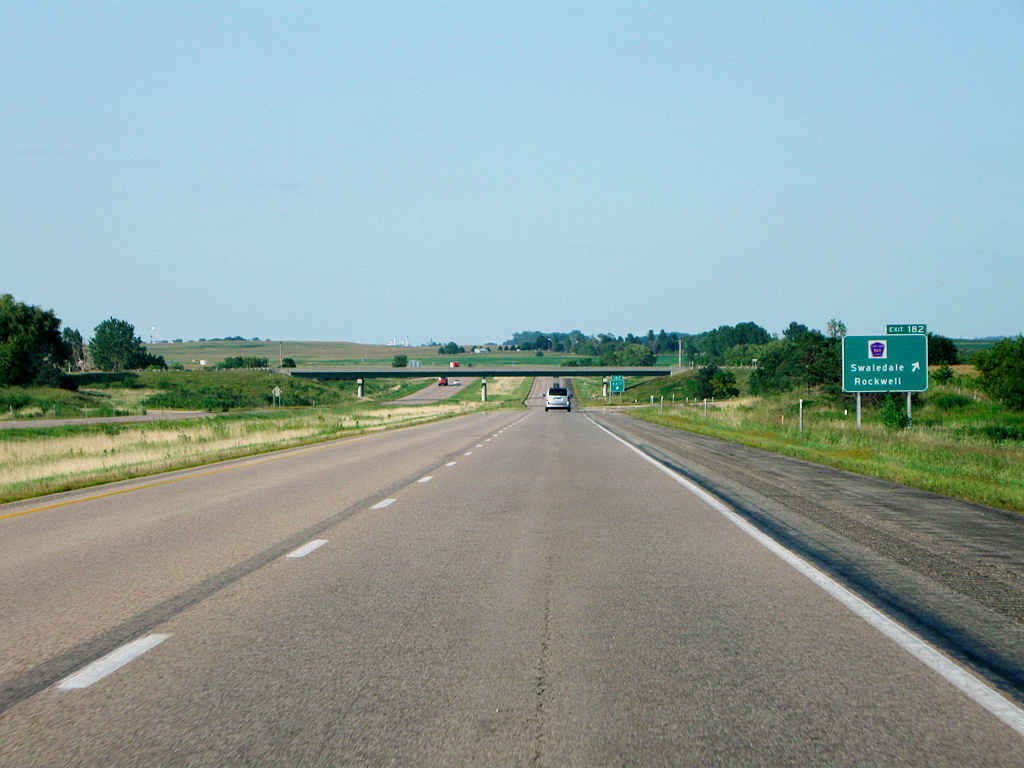
Iowa
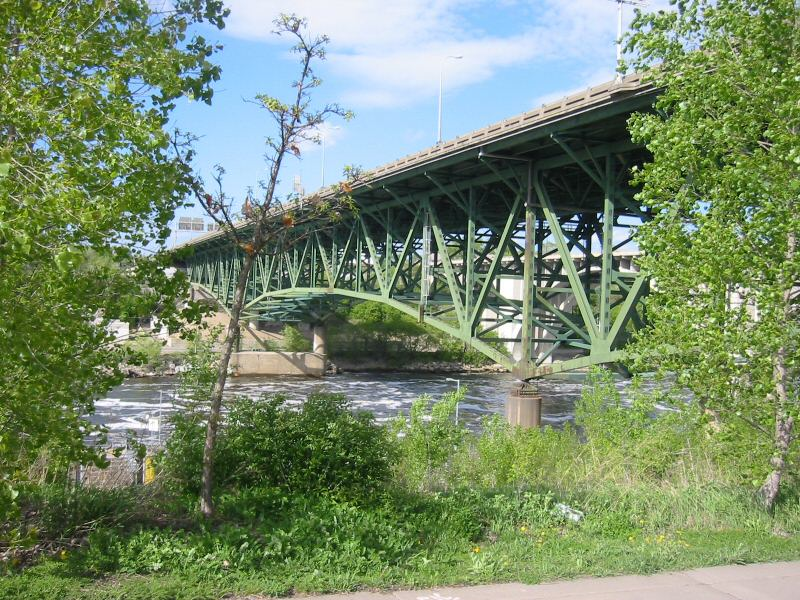
Sobre o Rio Mississippi, Minnesota